# Фосса, Франсуа де
Франсуа де Фосса (фр. François de Paule Jacques Raymond de Fossa; кат. Francesc de Paula de Fossà, 31 августа 1775, Перпиньян, Франция — 3 июня 1849, Париж, Франция) — французский гитарист, композитор и музыкальный педагог, офицер французской и испанской армий.

## Биография
Франсуа де Фосса родился в Перпиньяне в 1775 году в семье потомственного юриста (дворянина по происхождению). В 1793 году в возрасте семнадцати лет покинул родной город и вступил в «Légion des Pyrénées» в Испании. Воевал в Мексике с 1798 до 1803 год. Затем он вернулся в Испанию, поступил на службу в Ministère des Indes. Оказался в Гранаде во время вторжения в Испанию Наполеона Бонапарта и был арестован, но вскоре освобождён и возобновил свою работу в Ministère des Indes. Уехал во Францию в 1814 году во время вывода французской армии после поражения от британских войск.
Франсуа де Фосса был назначен командиром батальона в Molins de Rei, недалеко от Барселоны в 1824 году, во время кампании герцога Ангулемского Людовика в Испании. В 1830 году участвовал в военной операции по колонизации Алжира. Уволился из армии в июле 1844 года, переехал в Париж, где и умер в 1849 году.
Франсуа де Фосса был награждён знаками отличия французской и испанской монархий (Королевским Орденом Святого Людовика Людовиком XVIII и Королевским Орденом Святого Фердинанда Фердинандом VII). Стал офицером Почётного легиона.

## Творчество
Первые произведения композитора относятся к пребыванию в Кадисе и Мадриде около 1808 года. В свободное время от исполнения своих профессиональных обязанностей Франсуа де Фосса сочиняет музыку и играет на гитаре. Вернулся к творчеству после длительного перерыва между 1824 и 1844 годами, когда его произведения были опубликованы во Франции и Германии.
Сделал перевод на французский язык «Школы игры на гитаре» Дионисио Агуадо, который был опубликован в Париже в 1826 году.
Франсуа де Фосса создал три трио для гитары, скрипки и виолончели, для которых характерно отчётливое влияние Луиджи Боккерини, который жил в Мадриде в течение 37 лет, вплоть до своей смерти в 1805. Также написал большое число квартетов с участием гитары.
Композитор опубликовал ряд сочинений для гитары соло (фантазии на темы опер Россини, «Тирольские вариации», Дивертисменты, «Три рондо» и другие), получивших в музыкальных журналах того времени весьма высокие оценки.
После смерти Фосса его творчество было забыто. Интерес к произведениям композитора возник только в 1980 году. В настоящее время они публикуются и входят в концертные программы.

## Основные сочинения
- Тирольские вариации, op. 1
- Фантазия для гитары № 1, op. 5
- Фантазия для гитары на мелодию Folies d’Espagne, op. 12
- 4 Дивертисмента, op. 13
- 3 Концертных трио, op. 18
- 6 Дивертисментов для harpolyre, op. 21
- Увертюра к опере «Дидона» Никколо Пиччинни, аранжированная для двух гитар